# Philodromus bicornutus
Philodromus bicornutus es una especie de araña cangrejo del género Philodromus, familia Philodromidae. Fue descrita científicamente por Schmidt & Krause en 1995.

## Distribución
Esta especie se encuentra en las islas de Cabo Verde.